# Russ Taff
Russ Taff (11 november 1953) is een Amerikaanse singer-songwriter.

## Muzikale loopbaan
Taff vormde in zijn jeugd in Arkansas een eigen band onder de naam Sounds of Joy. Twee jaar nadat zijn band het voorprogramma had verzorgd voor een concert van The Imperials, werd hij gevraagd om hun leadzanger te worden. Taff zong van 1977 tot 1981 bij The Imperials. Hij bouwde vervolgens een carrière als solo-zanger op. In 2001 verving hij Mark Lowry als bariton bij de Gaither Vocal Band. Hij zong tot 2004 met deze groep. Hij werkt nog geregeld als solist mee aan de door Bill Gaither georganiseerde Homecoming-concerten.
Als lid van The Imperials en de Gaither Vocal Band, maar ook als solo-artiest, werd Taff diverse malen onderscheiden met Grammys en Dove Awards.

## Discografie (solo)

### Albums
- Walls of Glass (1983)
- Medals (1985)
- Russ Taff (1987)
- The Way Home (1989)
- Under Their Influence (1991)
- A Christmas Song (1992)
- We Will Stand (Yesterday & Today) (1994)
- Winds of Change (1995)
- Right Here, Right Now (1999)
- The Best of Russ Taff (2003)
- Now More Than Ever (2007)
- Another Sentimental Christmas (2010)
- Faroe Islands (2011)

### Singles
- We Will Stand (1983)
- I'm Not Alone (1985)
- Love Is Not a Thing (1995)
- One and Only Love (1995)
- Bein' Happy (1995)

## Prijzen (solo)

### Grammy Awards
- 1983 Best Gospel Performance, Male voor Walls of Glass
- 1991 Best Rock/Contemporary Gospel Album voor Under Their Influence

### Dove Awards
- 1984 - Male Vocalist of the Year
- 1986 - Pop/Contemporary Album of the Year - Medals
- 1989 - Rock Album of the Year - Russ Taff
- 1989 - Recorded Music Packaging of the Year - Russ Taff